# Иван Младенов (режисьор)
Вижте пояснителната страница за други личности с името Иван Младенов.
Иван Иванов Младенов е български сценарист и режисьор.

## Биография
Роден е в град Видин на 10 декември 1948 г. Първоначално следва във ВМЕИ две години, а след това още две следва българска филология. През 1978 г. завършва ВИТИЗ „Кръстьо Сарафов" със специалност кинорежисура в класа на професор Христо Христов.

## Филмография
Като режисьор
- Отело (2008)
- Северната страна на слънчогледа (2006)
- Вятърът на оголената луна (2003)
- Селото, в което не се случи нищо (2002)
- Тишината в сянката на скакалеца (2001)
- Селска война (1988)

Като сценарист
- Северната страна на слънчогледа (2006)
- Тишината в сянката на скакалеца (2001)